# Kingfisher Red
Kingfisher Red (ursprünglich Air Deccan, danach Simplifly Deccan) war eine indische Billigfluggesellschaft mit Sitz in Mumbai und ein Tochterunternehmen der Kingfisher Airlines. Sie wurde 2012 in diese integriert.

## Geschichte

### Erste Jahre alsAir Deccan

Ehemaliges Logo

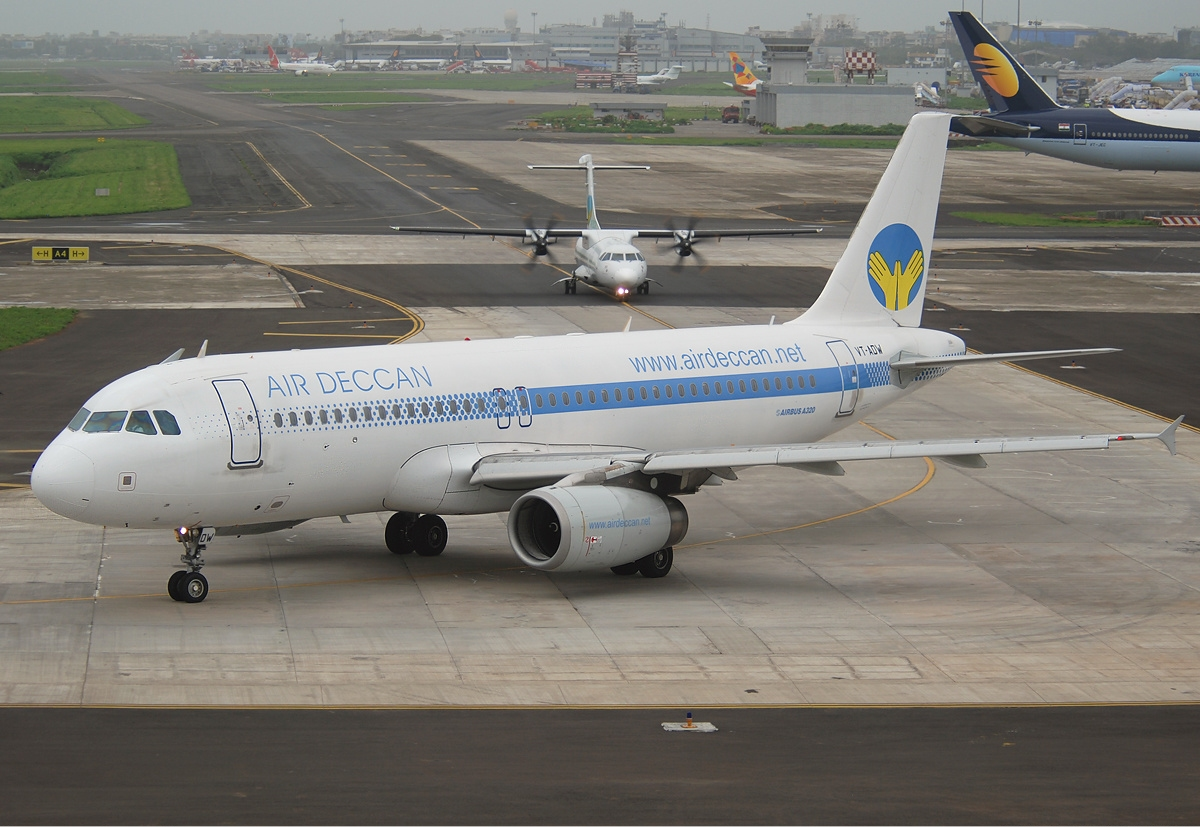
Ein Airbus A320-200 in alter Lackierung der Air Deccan

Kingfisher Red wurde 2003 unter dem Namen Air Deccan als erste Billigfluggesellschaft Indiens gegründet und startete ihre Flüge im August desselben Jahres mit regulären Linienflügen von Bengaluru nach Mangaluru und Hubballi. Beinahe zu einem Unfall wäre es beim Erstflug der Gesellschaft gekommen. Am Morgen des 24. September 2003 fing ein Triebwerk einer ATR 42 kurz vor dem Start Feuer, das aber schnell von der Feuerwehr gelöscht werden konnte. An Bord befanden sich viele prominente Gäste, etwa der Ministerpräsident von Andhra Pradesh, Chandrababu Naidu, und der Minister für zivile Luftfahrt, Rajiv Pratap Rudy. Die Ursache für das Feuer war anscheinend Kondenswasser in den Triebwerken; bereits in den Wochen vor dem Jungfernflug war der technische Zustand der ersten sechs ATR 42 kritisiert worden. Im September eröffnete die Fluggesellschaft einen Hub in Chennai. Air Deccan war die erste private indische Airline, die Airbus-Flugzeuge in ihre Flotte aufnahm, als man im Juli 2004 fünf A320 leaste. Gewartet werden diese von Lufthansa Technik; dies wurde Ende September 2006 geregelt.
Air Deccan legte von Anfang an ein sehr hohes Wachstumstempo vor. Trotz des Jungfernfluges, der wegen eines Feuers an Bord beinahe in einem Desaster endete (siehe zu Un-/Zwischenfälle), steigerte man ständig die Zahl der Destinationen, Passagierzahl und Flotte. Die wachsende indische Wirtschaft und die steigende Zahl der Mittelverdiener der Gesellschaft kamen der Expansion ebenfalls zugute.

### Übernahme durch Kingfisher
Im Juli 2007 gab Air Deccan bekannt, dass Muttergesellschaft von Kingfisher Airlines, die United Brewery Group, einen Anteil (26 %) am Unternehmen gekauft hat. Aus diesem Grund wurde im Oktober 2007 eine neue Corporate Identity eingeführt, die sich dem Kingfisher-Markenauftritt ähnelt. Gleichzeitig beschloss man den Namen in Simplifly Deccan zu ändern. Simplifly Deccan soll zukünftig ausschließlich als Billigfluggesellschaft fungieren.
Im Sommer 2008 wurde die Gesellschaft erneut umbenannt und operiert seither unter dem heutigen Namen Kingfisher Red sowie den Rufzeichen und Codes der Muttergesellschaft Kingfisher Airlines.
Im September 2011 wurde bekannt gegeben, dass Kingfisher Red aufgelöst werden soll, da sich die Muttergesellschaft vom Segment der Billigfluggesellschaften entfernen möchte. Dies geschah schließlich bis Mitte 2012.

## Flotte
Kingfisher Red betrieb zuletzt selbst keine Flugzeuge mehr, die Routen wurden mit Flugzeugen aus der Flotte der Muttergesellschaft Kingfisher Airlines geflogen.

## Trivia
- Das Maskottchen der Airline, der Common Man, ist eine Schöpfung des indischen Autors und Cartoonisten R. K. Laxman. Seit fast fünfzig Jahren steht der Common Man für die Hoffnungen, Ambitionen, Schwierigkeiten und vielleicht auch Schwächen eines Menschen aus Indien; er repräsentiert also den Durchschnittsbewohner Indiens. Auf Grund seines hohen Bekanntheitsgrades durch die tägliche Cartoon-Serie in der Times of India wählte Air Deccan den Common Man als Maskottchen, weil man genau diese Zielgruppe mit Flügen bedienen will.